# Southgate (Michigan)
Southgate è un comune degli Stati Uniti d'America, situato nello Stato del Michigan, nella contea di Wayne. La città è un sobborgo di Detroit.